# بخش مونرو (شهرستان هولمز، اوهایو)
بخش مونرو (به انگلیسی: Monroe Township) یک منطقهٔ مسکونی در ایالات متحده آمریکا است که در شهرستان هولمز، اوهایو واقع شده‌است.
 بخش مونرو ۶۲٫۳۹ کیلومتر مربع مساحت و ۱٬۵۷۳ نفر جمعیت دارد و ۳۲۲ متر بالاتر از سطح دریا واقع شده‌است.